# Rönök
Rönök (deutsch Radling, slowenisch Renik) ist eine ungarische Gemeinde im Kreis Szentgotthárd im Komitat Vas. Die Gemeinde liegt an der Grenze zu Österreich und hat einen nennenswerten Anteil an deutschsprachiger Bevölkerung.

## Geografische Lage
Rönök liegt 7 Kilometer nordöstlich der Stadt Szentgotthárd. Der Ort liegt im Raabtal. Ungarische Nachbargemeinden sind Szentgotthárd, Magyarlak, Csörötnek, Vasszentmihály und Nemesmedves. Jenseits der Grenze liegen die österreichischen Gemeinden Inzenhof und Großmürbisch.

## Geschichte
Rönök entstand 1950 durch den Zusammenschluss der beiden Orte Alsórönök (Unterradling) und Felsőrönök (Oberradling).
Im Jahr 1946 kam es auf dem Ortsgebiet zur Vertreibung der deutschsprachigen Bevölkerung, eine Gedenktafel dazu findet sich auf der St.-Emmerichs-Kirche.

## Sehenswürdigkeiten
- Römisch-katholische Kirche St. Emmerich aus dem Jahr 1904 an der Grenze zu Österreich: Die Kirche war, da sie im Grenzstreifen unmittelbar am Eisernen Vorhang stand, ab dem Jahr 1949 nicht begehbar und war dadurch dem Verfall preisgegeben. Nachdem die Kirche beginnend mit 1990 wieder durch Bewohner aus Ungarn und auch aus den Nachbargemeinden im Burgenland renoviert werden konnte, wurde sie 1992 durch die Bischöfe Stephan László aus Eisenstadt und István Konkoly aus Szombathely wieder eingeweiht.[1][2]

## Verkehr
Durch Rönök verläuft die 8-as főút, von der die Landstraße Nr. 7453 nach Csörötnek und die Nebenstraße Nr. 87109 zur österreichischen Grenze abzweigen. Über den Bahnhof Alsórönök an der Bahnstrecke Győr–Szentgotthárd ist die Gemeinde direkt an das ungarische Schienennetz angebunden.

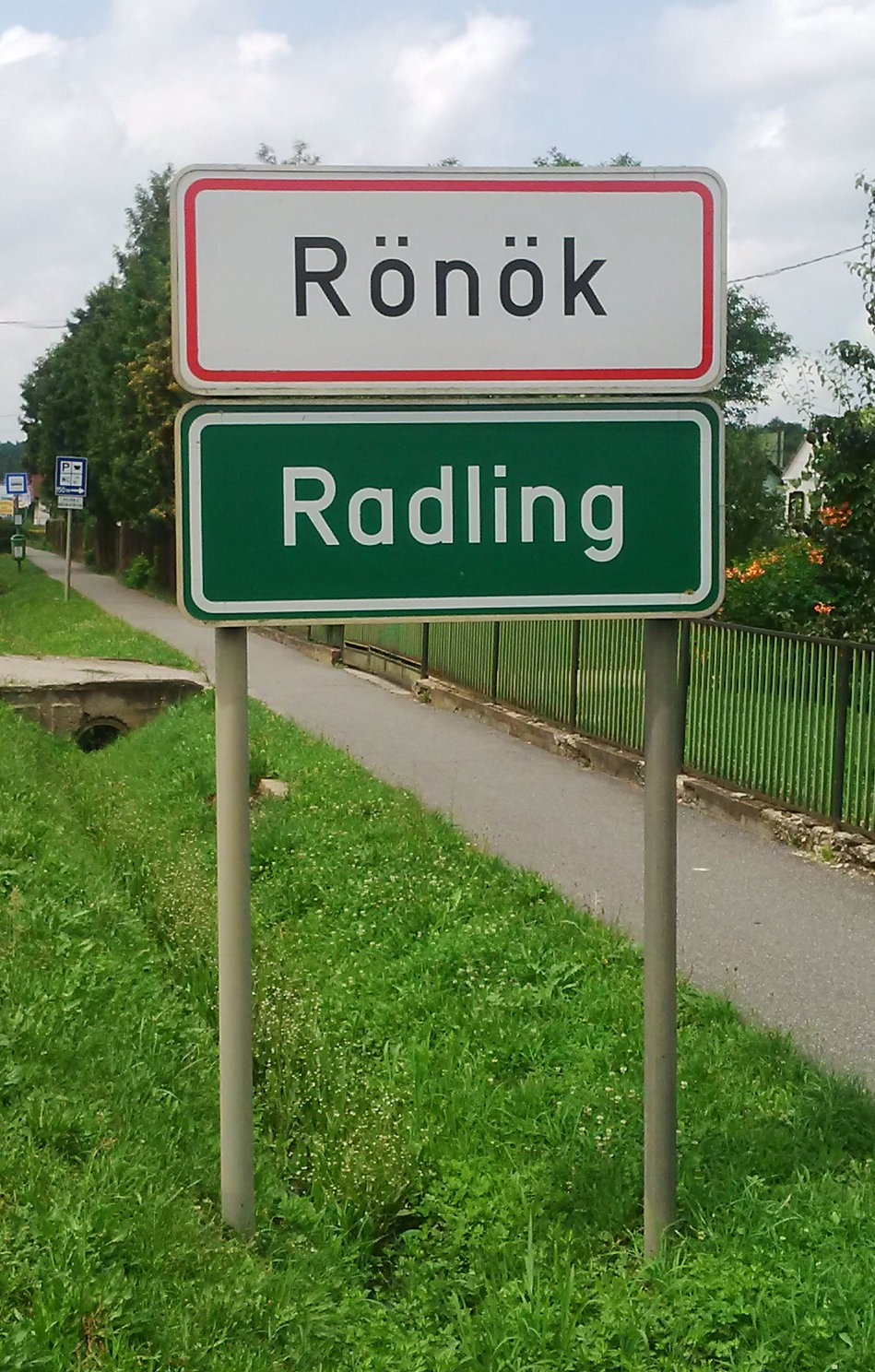
Zweisprachige Ortstafel in Rönök
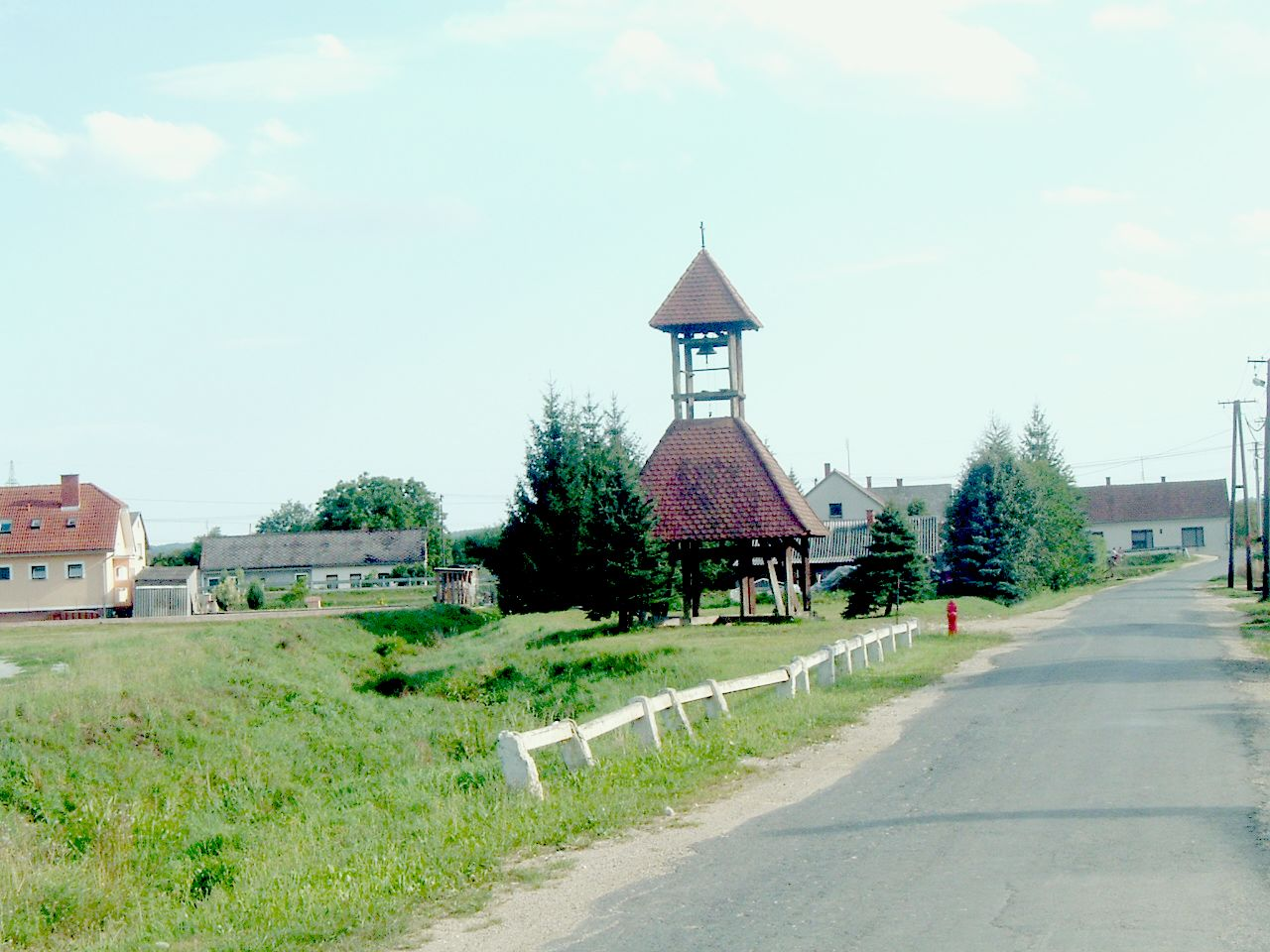
Hölzerner Glockenturm in Rönök
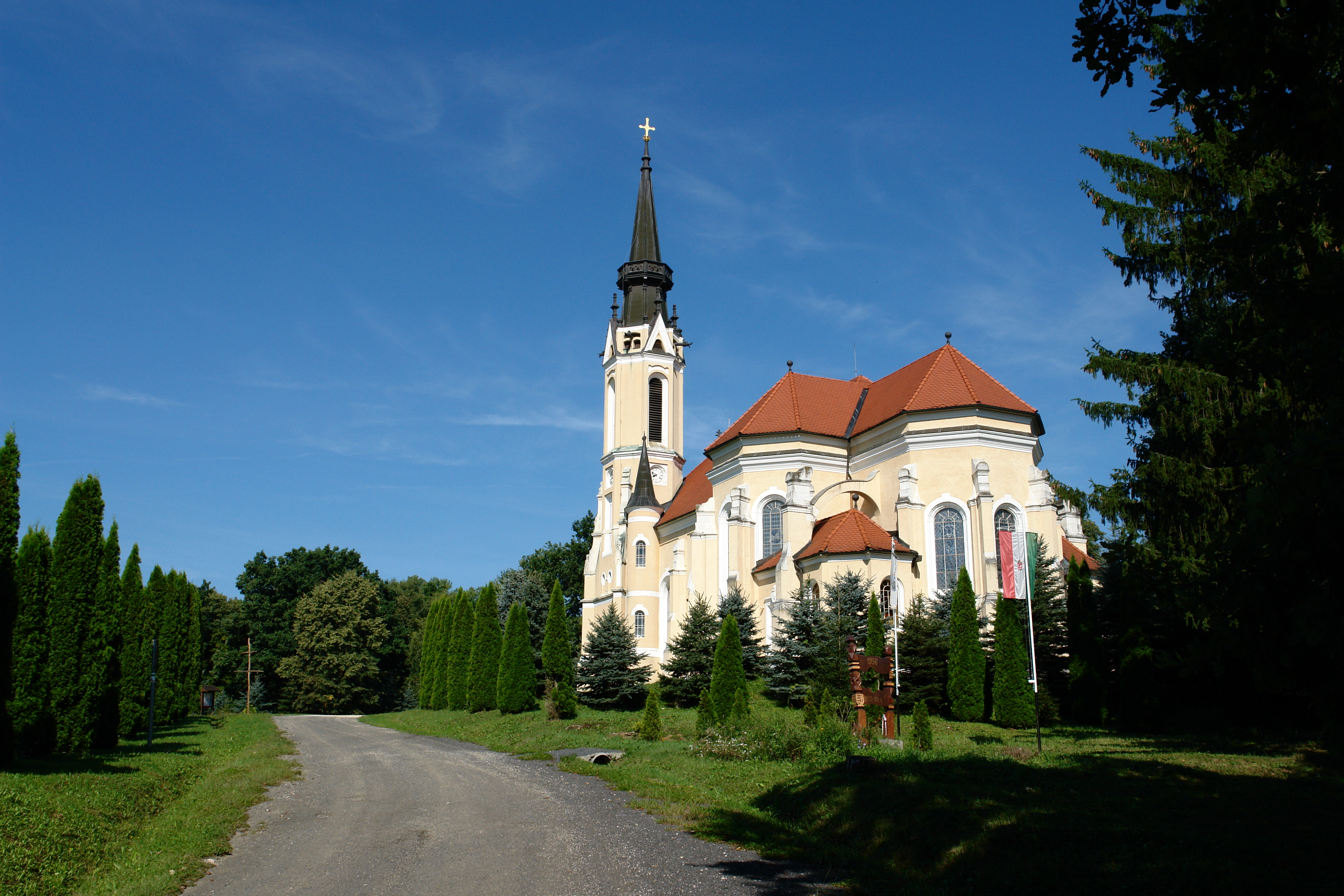
St.-Emmerichs-Kirche
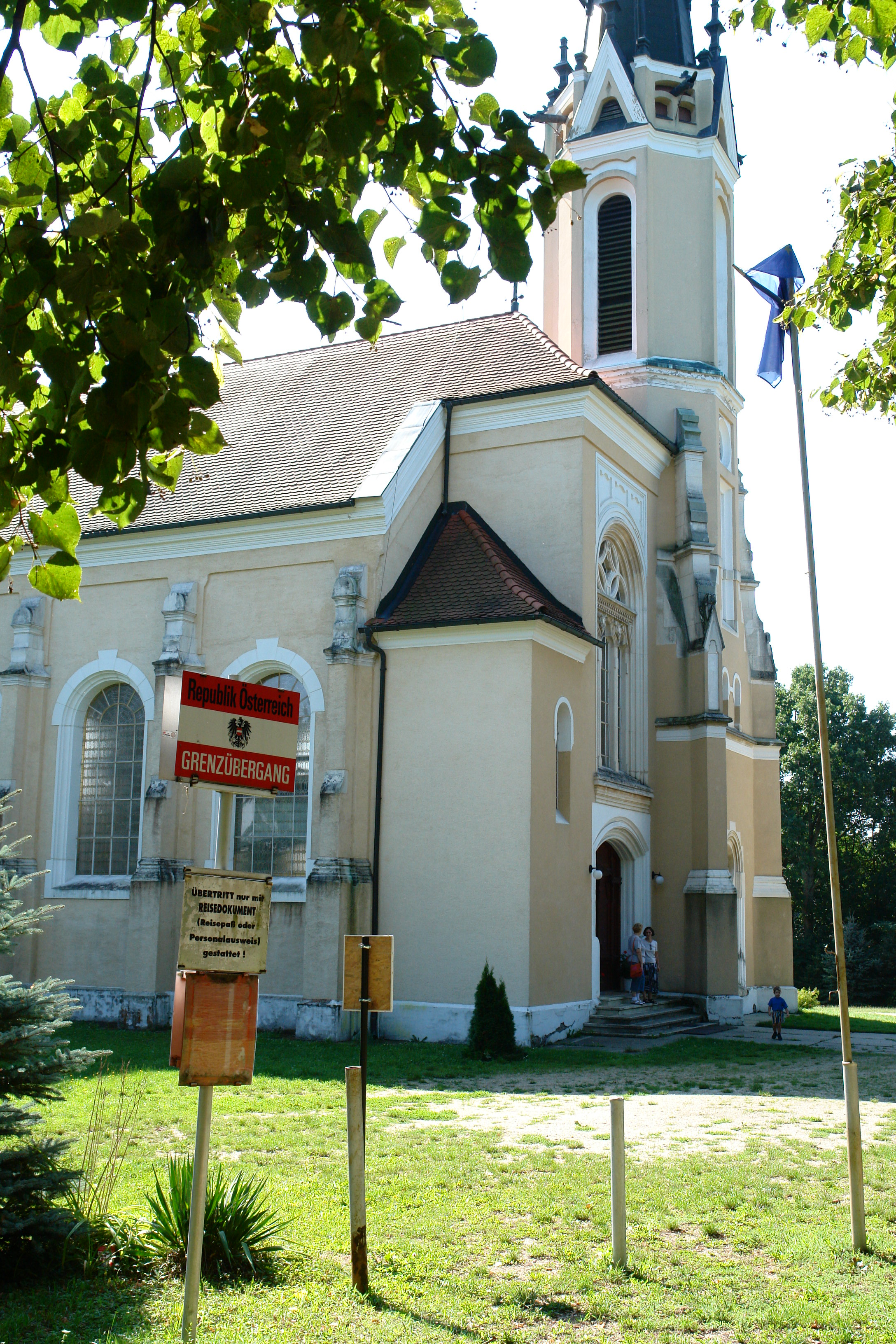
St.-Emmerichs-Kirche an der Staatsgrenze
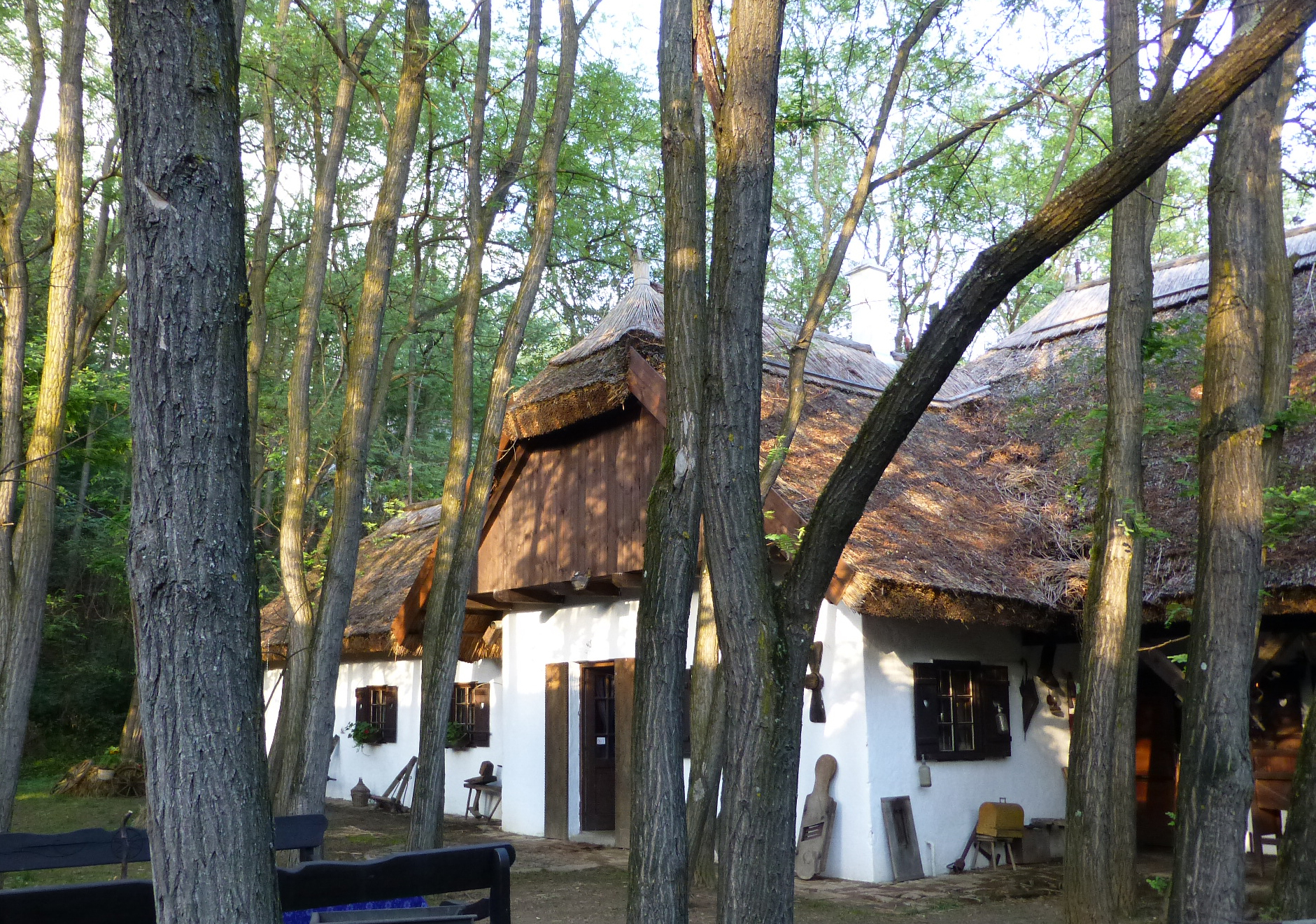
Haus im Freilichtmuseum
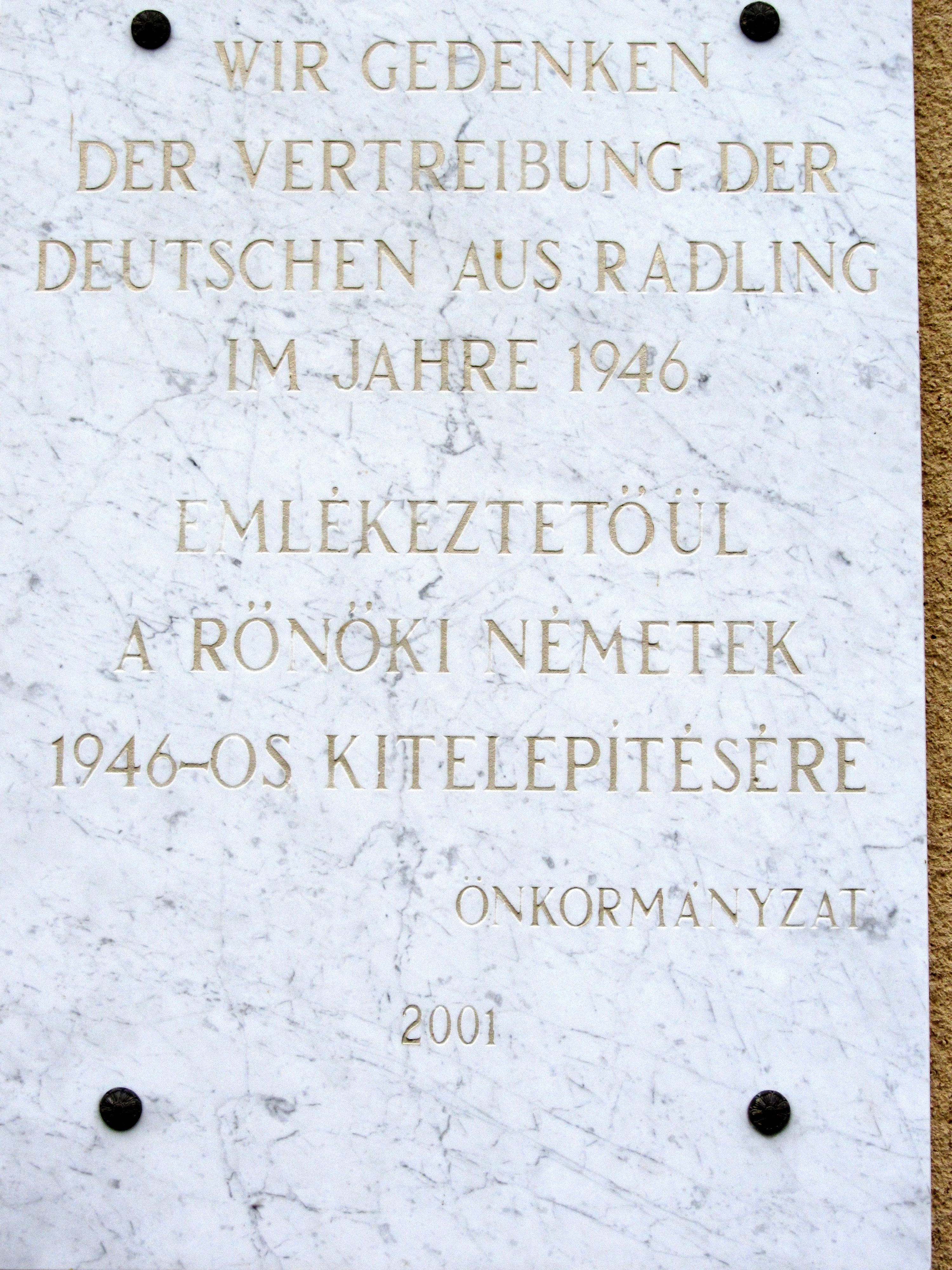
Gedenktafel zur Vertreibung